# Okrouhlička
Okrouhlička település Csehországban, a Havlíčkův Brod-i járásban. Okrouhlička Štoky, Kochánov, Lípa és Havlíčkův Brod településekkel határos. Lakosainak száma 282 fő (2024. január 1.).

## Népesség
A település lakosságának változását az alábbi diagram mutatja:
| Lakosok száma | 446  | 525  | 468  | 296  | 260  | 194  | 249  | 254  | 267  | 282  |
|               | 1869 | 1890 | 1921 | 1950 | 1980 | 2001 | 2017 | 2019 | 2022 | 2024 |